# Konjuschky (Iwano-Frankiwsk)
Konjuschky (ukrainisch Конюшки; russisch Конюшки Konjuschki, polnisch Koniuszki) ist ein Dorf im Norden der ukrainischen Oblast Iwano-Frankiwsk mit etwa 1086 Einwohnern (01.01.2025).
Das in der Mitte des 15. Jahrhunderts erstmals schriftlich erwähnte Dorf war bis 2020 das administrative Zentrum der gleichnamigen, 22,075 km² großen Landratsgemeinde im  Süden des Rajon Rohatyn, zu der noch das Dorf Beresiwka (Березівка, ⊙) mit etwa 120 Einwohnern gehörte.
Am 12. Juni 2020 wurde das Dorf ein Teil neu gegründeten Stadtgemeinde Rohatyn im Rajon Iwano-Frankiwsk.
Die Ortschaft liegt am linken Ufer der Hnyla Lypa, einem 87 km langen Nebenfluss des Dnister, 10 km südlich vom ehemaligen Rajonzentrum Rohatyn und 50 km nördlich vom Oblastzentrum Iwano-Frankiwsk. Durch das Dorf verläuft die Fernstraße N 09.